# Werner Friebe
Werner Friebe (12 de julio de 1897 - 8 de marzo de 1962) fue un general alemán (Generalmajor) en la Wehrmacht durante la II Guerra Mundial que comandó la 8.ª División Panzer. Fue condecorado con la Cruz de Caballero de la Cruz de Hierro. Friebe se rindió a las fuerzas británicas en mayo de 1945 y fue liberado en 1948. Era el hermano menor del General Helmut Friebe, que también fue condecorado con la Cruz de Caballero.

## Condecoraciones
- Cruz de Caballero de la Cruz de Hierro el 21 de abril de 1944 como Oberst y comandante de la 8. Panzer-Division[1]